# El Saucejo
El Saucejo és una localitat de la província de Sevilla, Andalusia, Espanya. L'any 2006 tenia 4.379 habitants. La seva extensió superficial és de 92 km² i té una densitat de 47,1 hab/km². Les seves coordenades geogràfiques són 37° 04′ N, 5° 05′ O. Està situada a una altitud de 527 metres i a 114 kilòmetres de la capital de la província, Sevilla.

## Alcaldes
| Legislatura | Nom                     | Partit polític                    |
| ----------- | ----------------------- | --------------------------------- |
| 1979-1983   |                         |                                   |
| 1983-1987   |                         |                                   |
| 1987-1991   | Jesús María Gago Torres | PSOE                              |
| 1991-1995   | Antonio Díaz Herrero    | PSOE                              |
| 1995–1999   | Antonio Díaz Herrero    | PSOE                              |
| 1999–2003   | Antonio Díaz Herrero    | PSOE                              |
| 2003-2007   | Antonio Díaz Herrero    | PSOE                              |
| 2007-2011   | Bernabé Oliva Sánchez   | Partido Socialista Obrero Español |
| 2011-2015   | Antonio Barroso Moreno  | IU                                |

## Demografia
| 1787  | 1842  | 1860  | 1877  | 1887  | 1897  | 1900  | 1910  | 1920  | 1930  | 1940  | 1950  | 1960  | 1970  | 1981  | 1991  | 2001  | 2010  | 2013  |
| ----- | ----- | ----- | ----- | ----- | ----- | ----- | ----- | ----- | ----- | ----- | ----- | ----- | ----- | ----- | ----- | ----- | ----- | ----- |
| 1.980 | 2.526 | 3.405 | 3.828 | 4.559 | 4.914 | 5.125 | 5.517 | 6.006 | 6.264 | 6.915 | 7.687 | 6.075 | 5.023 | 3.968 | 4.047 | 4.250 | 4.459 | 4.463 |

Font: INE